# Katarzyna Adamik
Katarzyna Adamik, známá jako Kasia Adamik, (* 28. prosince 1972, Varšava) je polská umělkyně, storyboardistka a režisérka. Absolventka fakulty grafického designu na Akademii výtvarných umění v Bruselu.
Je vnučka Henryka Hollanda a dcera režisérů Agnieszky Holland a Laco Adamika.

## Filmografie
TV
- 2015: Krew z Krwi (díl 7.) – 2. režisér
- 2014: Dziecko Rosemary (Rosemary's Baby]) – 2. režisér
- 2011: Głęboka woda – režisér (díly: 3, 6, 8)
- 2011: Układ warszawski – režisér (díly: 1–5).
- 2009: Naznaczony – režisér (díly: 1, 11–12)
- 2007: Ekipa – režisér (díly: 1, 3–7, 14)
- 2005–2008: Pitbull – režisér (díly: 24–27).

Film
- 2011: W ciemności – 2. režisér, storyboard
- 2009: Jánošík – Pravdivá historie – režisér
- 2008: Boisko bezdomnych – režisér, scénář
- 2005: Kopia mistrza – 2. režisér, storyboard